# Кирказон маньчжурский
Кирказо́н маньчжу́рский (лат. Aristolóchia manshuriénsis) — лиана, вид рода Кирказон (Aristolochia), семейства Кирказоновые (Aristolochiaceae). Дальневосточный реликтовый вид третичной флоры.

## Ботаническое описание
Деревянистая спиралевидно-вьющаяся лиана. Достигает при наличии опор длины 10—15 м и диаметра 3—5 см (у корневой шейки — до 7,5 см), взбираясь по деревьям и кустарникам, нередко угнетая их. Молодые побеги светло-зелёные или слегка желтовато-зелёные, опушённые беловатыми волосками. К концу вегетационного периода, а чаще на второй год, побеги становятся оливково-зелёными и от основания покрываются пробковой тканью. Старые побеги покрыты корой с развитым пробковым слоем, тёмно-серые с продольными и косыми более светлыми трещинами. Обычно растение разветвляется у самой поверхности почвы на 3—4 побега. Растёт очень быстро.
Почки мелкие, густо опушённые серебристо-белыми волосками, обычно по три в пазухе листа. В области корневой шейки старых и крупных экземпляров имеются спящие почки.
Листья на округлых в поперечном сечении, довольно длинных черешках (длина их варьирует в зависимости от необходимости выноса листовой пластинки к свету), округло-яйцевидные с почковидным или сердцевидным основанием, крупные (10—30 см длиной и 10—28 см шириной), заострённые, с характерным камфорным запахом; сверху светло-зелёные, немного блестящие, морщинистые от вдавленной жилки, слегка шершавые от редких коротких волосков, снизу — сизовато-зелёные, густо покрыты короткими беловатыми волосками, с выступающими жилками с более длинным опушением; жилкование дланевидно-краебежное; край листа несколько неровный и волнистый. Листья, как правило, повислые, распределены мозаично и черепитчато, так что их пластинки покрывают пространство почти без просветов. Молодые листья плотно сложены вдоль средней жилки и обильно опушены, тогда как на более старых сохраняются лишь редкие короткие волоски. В конце августа — начале сентября листья становятся жёлтыми, затем буреют; листопад продолжается до ноября.
Цветки по форме неправильные, кувшинообразные, по 1(редко по 2) располагаются на очень укороченных пазушных веточках у основания и ниже ростовых побегов текущего года, в пазухах листьев на цветоножках длиной 1,5—3 (до (4,5) см и толщиной около 2 мм; при основании цветоножек находятся 1—2 чешуи зелёновато-серого или буроватого цвета, перепончатые, густо покрытые серебристыми волосками; над чешуями расположены 1(редко 2 или вовсе отсутствуют) прицветника. Прицветники продолговато-эллиптические или яйцевидные, с оттянутым, полуобъемлющим цветоножку основанием, размером до 1,5 х 1 см, светло-зелёные с густым опушением по краям и снизу. Трубка околоцветника подковообразно изогнутая, длиной 5—6 (до 9) см, вокруг гиностемия вздутая до 15 мм в диаметре, сверху тупоребристая; снаружи она бледно-зелёная, желтовато- или фиолетово-зелёная, внутри с пурпурными крапинками и кольцами, почти голая и лишь в верхней трети нижнего кольца с бугорчатой поверхностью, покрытой ветвистыми волосками. Отгиб околоцветника неглубоко трёхлопастный, диаметром 22—24 (до 28) мм, коричнево-тёмно-пурпурного или зеленовато-жёлтого цвета, зев его окружён тёмным, до чёрно-бурого цвета, блестящим кольцевидным валиком с редкими мелкими сосочками. Рыльце трёхлопастное; столбик открытый, образован стилодиями 6 плодолистиков; стилодии, глубоко срастаясь боковыми поверхностями друг с другом, образуют шестигнёздную синкарпную завязь. Пыльники двугнёздные (биспорангиатные), по всей длине прирастают к рыльцу и столбику, с образованием гиностемия.
Плоды — шестигранно-цилиндрические зеленовато-жёлтые коробочки длиной до 7—10 см, напоминающие огурец, со множеством серовато-бурых трёхгранных семян 6—7 мм в поперечнике.
Число хромосом: 2n = 28.

## Распространение
Основной ареал кирказона маньчжурского простирается в провинциях Северо-Восточного Китая (Ганьсу, Хэйлунцзян, Хубэй, Гирин, Ляонин, Шаньси, Сычуань) и в Корее. В России встречается только в юго-западной части Приморского края в бассейнах рек Грязная, Ананьевка (наиболее крупная популяция), Нежинка, Борисовка, Барабашевка и Амба.

## Экология
Растёт в долинных лесах и прибрежных зарослях, по распадкам, ручьям, в нижних частях склонов, в разреженных смешанных горных широколиственных лесах у скал. Растение избегает склонов с ярким солнечным освещением и нагреванием почвы. Встречается в виде плотных групп, составленных из разновозрастных экземпляров.

## Биология

### Цветение и плодообразование
Цветёт в мае — июне. Плоды завязываются в начале июня, полностью созревают в начале октября.

### Распространение семян
Кирказон маньчжурский — преимущественно анемохорное растение, то есть семена распространяются в основном с помощью ветра. В меньшей степени семена разносятся течением рек — благодаря ненамокающим оболочкам они могут подолгу пребывать в воде и не тонуть, преодолевая значительные расстояния. Бурундуки, поползни и синицы, запасающие семена кирказона в своих кладовых, не разрушают их оболочку до поедания, а потому могут становиться случайными агентами диссеминации.

### Консортивные связи
Наиболее значимыми опылителями кирказона маньчжурского являются мухи-полинофаги семейств Цветочницы (Anthomyiidae) и Злаковые мухи (Chloropidae).
Семена растения поедаются грызунами: обыкновенной белкой, обыкновенной летягой и азиатским бурундуком, которые забираются на ветки и, разрушая оболочку плодов, извлекают семена. Опавшие плоды и семена поедают мышевидные грызуны: красно-серые полёвки и восточноазиатские мыши. Из птиц семенами питаются обыкновенный поползень, синицы (черноголовая гаичка, буроголовая гаичка, восточная синица), вьюрок, уссурийский снегирь и другие.
Кирказон маньчжурский является кормовым растением алкиноя (Byasa alcinous) — бабочки-монофага из семейства парусников, занесённой в Красную книгу СССР и России.

## Химический состав
Растение содержит редко встречающиеся вещества с открытой нитрогруппой — аристолохиевые кислоты и их производные алкалоиды (аристолактамы).
Кора лианы состоит из экстрактивных веществ (33,9 %), лигнина (35,8 %), целлюлозы (23,5 %), гемицеллюлозы (8,7 %) и эфирного масла (0,7 %). Основными компонентами эфирного масла являются монотерпены и их производные (88,6 %), главным образом α-пинен (19,2 %), камфен (23,6 %) и лимонен (6,8 %), а также борнилацетат (31.3 %), придающие маслу своеобразный аромат и характерный горький вкус и обладающие противовоспалительным, обезболивающим и бактерицидным действием.
Ветви содержат сесквитерпеноиды: манширолин, изобициклогермакренал и аристолозид; фитостерин β-Ситостерин; алкалоид магнофлорин; аристолоховые кислоты А и D, аристолоховые кислоты I и IV, II, IIIа, IVа.
Из разных частей растения выделены арисканин А, аристолактамы I, II и АII, 9-метоксиаристолактам I, аристолид В, аристолохиевая кислота, аристолохиевая кислота II, метиловые эфиры аристолохиевых кислот I, II и IVa, каулозид А, р-кумаровая кислота, N-(транс-р-кумароил) тирамин, дегидрооксоперезинон, деметиларистофолин Е, феруловая кислота, N-транс-ферулоулметокситирамин, N-трансферулоултирамин, хедерагенин, р-гидроскибензойная кислота, манжуролид, олеанолевая кислота, фитостерины стигмастерол и β-Ситостерин и его β-D-гликозид, ванилиновая и метилванилиновая кислоты.

## Применение

### В культуре
Изредка используется как декоративное растение для вертикального озеленения. Успешно выращивается в 22 ботанических садах России. Опыты по интродукции в ботаническом саду Владивостока показали возможность разведения аристолохии маньчжурской из семян. Многие годы растёт и плодоносит в ботаническом саду Петра Великого.

### В медицине
Издревле используется местным населением в качестве лекарственного растения. В традиционной тибетской медицине применяют корневище. В традиционной китайской медицине используется как кардиотоник и в составе противогриппозных сборов. В корейской и китайской медицине используют древесину в качестве диуретика, а настой из её стружек в виде браги пьют при ревматизме и радикулите. Применяется при сердечных и почечных отёках, инфекциях мочевыводящих путей. Назначают также как жаропонижающее и стимулятор лактации. Наружные снадобья из кирказона маньчжурского применяют как болеутоляющее средство, а также используют при укусах змей, тиреотоксикозе, стоматите и гематурии.
Имеются научные данные, что аристолоховая кислота эффективна для заживления инфицированных ран; она стимулирует фагоцитоз, подавляет рост опухолей. Выраженное противоопухолевое действие выявлено также у ряда веществ, химически близких к аристолоховой кислоте, однако все эти субстанции очень токсичны, что препятствует их практическому применению. Также надо понимать, что запасы кирказона маньчжурского в природе крайне ограничены, так что их недостаточно даже для фармакологических и химических исследований. Количество возделываемых растений невелико, хотя отдельные экземпляры и произрастают в ряде ботанических садов России. Поэтому ни полномасштабные исследования, ни тем более практическое использование растения в области доказательной медицины пока не представляются возможными.
С 1981 года препараты, содержащие аристолохиевую кислоту, ввиду её токсичности, запрещены в Германии и Австралии, с 1982 года — в Египте. С 1999 года БАДы, содержащие все виды кирказонов, запрещены в Великобритании, с 2001 года — в США. С 2008 года запрещён ввоз на территорию России, изготовление и продажа БАДов, в состав которых входит кирказон.

## Замечания по охране
Вид находится под угрозой исчезновения, занесён в Красную книгу России (2008, 2023) в категории и статусе 1— вид, находящийся под угрозой исчезновения; в Красную книгу Приморского края (2002, 2008) в статусе EN — угрожаемый.
Численность взрослых особей в Приморье составляет менее 500. Лимитирующие факторы включают: экстремальные условия на пределе ареала; строгую приуроченность к определённым экологическим условиям, слабую семенную продуктивность, деградацию лесов под влиянием антропогенного воздействия и пожаров. Вид страдает от заготовки лианы населением в качестве лекарственного растения. Растение не встречается на территориях заповедников Приморского края. Необходимо провести поиск участков природных комплексов с кирказоном маньчжурским для организации заказника, мониторировать состояние популяций, создать маточные плантации, активно вводить в культуру для вертикального озеленения.
В соответствии с законодательством, сбор растений для изготовления лекарственных средств ограничен и подлежит обязательному контролю государственных служб.

## Классификация

### Таксономия
Aristolochia manshuriensis Kom., 1904, Труды Петерб. ботан. сада, 22, 2 (Фл. Маньчж.): 112.
Вид Кирказон маньчжурский относится к секции Siphisia (Raf.) Duch. подрода Siphisia O.C. Schmidt рода Кирказон (Aristolochia) подсемейства Aristolochioideae семейства Кирказоновые (Aristolochiaceae) порядка Перечноцветные (Piperales).
Кладограмма в соответствии с Системой APG IV:
|  |                                      |  |                                   |                                   |                        |  | ещё 2 семейства (Перечные и Савруровые | ещё 2 семейства (Перечные и Савруровые |                       |  |  |  | 545 подтвержденных и 54 в статусе "непроверенных" |
|  |                                      |  |                                   |                                   |                        |  | ещё 2 семейства (Перечные и Савруровые | ещё 2 семейства (Перечные и Савруровые |                       |  |  |  | 545 подтвержденных и 54 в статусе "непроверенных" |
|  |                                      |  |                                   | порядок Перечноцветные            |                        |  |                                        |                                        | род Кирказон          |  |  |  |                                                   |
|  |                                      |  |                                   | порядок Перечноцветные            |                        |  |                                        |                                        | род Кирказон          |  |  |  |                                                   |
|  | отдел Цветковые, или Покрытосеменные |  |                                   |                                   | семейство Кирказоновые |  |                                        |                                        | Кирказон маньчжурский |  |  |  |                                                   |
|  | отдел Цветковые, или Покрытосеменные |  |                                   |                                   | семейство Кирказоновые |  |                                        |                                        |                       |  |  |  |                                                   |
|  |                                      |  | ещё 63 порядка цветковых растений | ещё 63 порядка цветковых растений |                        |  |                                        | ещё 7 родов                            | ещё 7 родов           |  |  |  |                                                   |
|  |                                      |  |                                   | ещё 63 порядка цветковых растений |                        |  |                                        |                                        | ещё 7 родов           |  |  |  |                                                   |

### Синонимы
- Hocquartia manshuriensis (Kom.) Nakai, 1936
- Isotrema manshuriensis (Kom.) H.Huber, 1960